# Volker Meitz
Volker Meitz (* 1974) ist ein deutscher Musiker (Keyboard, Klavier, Komposition), Musikproduzent und Toningenieur.

## Leben und Wirken
Meitz wuchs in Pinneberg nahe Hamburg auf und spielte als Teenager in Funk- und Soulbands. In den frühen 1990er Jahren war er auf der Computerplattform Commodore C64 als Musiker in der Demoszene aktiv, wo er unter dem Nickname PRI ca. 100 Chiptunes veröffentlichte.
Während seines Studiums der Audiokommunikation und Elektroakustik an der TU Berlin tourte er mit der Drum-’n’-Bass-Liveband Analogue Freestyle durch Deutschland und veröffentlichte unter dem Künstlernamen Meitz eigene EP’s und Alben auf Sonarkollektiv sowie Infracom. Meitz produzierte diverse Remixe für andere Künstler wie Femi Kuti oder Peace Orchestra und arbeitete mit Jazzanova, The Krauts sowie DJ Dixon. Sein damaliger Stil wurde vom Magazin Keyboards als „Stilfusion von Afrobrasil bis Elektrofunk“ bezeichnet. 2007 formierte Meitz das fünfzehnköpfige Sonar Kollektiv Orchester, übernahm eine Album-Produktion inklusive aller Arrangements und fungierte auf Tour als musikalischer Leiter. Auch produzierte er mit dem Orchester ein Stück für das Album Extensions der britischen Drum-’n’-Bass-Pioniere 4hero.
Als Teil von Eric Schaefers Quartett The Shredz (mit John Eckhardt und John-Dennis Renken) nahm Meitz drei Alben auf, wobei das erste jazzig-elektronische Neuinterpretationen des Werks von Richard Wagner enthielt und zu dessen 200stem Geburtstag erschien. Mit der Saxofonistin Kathrin Lemke, dem Blechbläser Jason Liebert, dem Bassisten Fabian Kallbitzer und Schlagzeuger Bernd Oezsevim formierte er die Band Projekt Schwedt, deren Album Kreuzblendentraum von der Kritik positiv erwähnt wurde. Mit Almut Kühne, Silke Eberhard und Yorgos Dimitriadis gründete Meitz das freiimprovisatorische Quartett KEMD. 2022 veröffentlichte er ein Album mit der Fusionband Grand Couloir, zu der noch Christoph Titz, Dirk Steglich, Roland Fidezius und Tilo Weber gehören.
Seit 2018 kuratiert und organisiert Meitz das Berlin Solo Impro Festival, von dem er auch die komplette Audio/Video-Dokumentation produziert. Parallel zu seinen künstlerischen Aktivitäten arbeitet er als Toningenieur. Meitz hat Lehraufträge für Musikproduktion und Audiotechnik am BIMM Institute.

## Diskographische Hinweise
- Meitz: Africa EP (Sonar Kollektiv, 1999)
- Meitz: Vertikal (Infracom!, 2003)
- Sonar Kollektiv Orchester: Guaranteed Niceness (Sonar Kollektiv, 2008)
- Eric Schaefer & The Shredz: Who Is Afraid of Richard W (ACT 2013)
- The Shredz: Bliss (ACT, 2016)
- Projekt Schwedt: Kreuzblendentraum (WismART, 2016)
- Grand Couloir: Stamina (Double Moon, 2022)
- The Shredz: Orbit (Shrecoredz, 2023)